# Tarih-i Üngürüsz
A Tarih-i Üngürüsz (oszmán-török, „A magyarok története”) eredetileg latin nyelvű krónika, amelyet Mahmud Terdzsümán (Mahmud Tercüman) (1510–1575), I. Szulejmán szultán bécsi zsidó családból származó tolmácsa, diplomatája saját állítása szerint 1543-ban, Székesfehérvár királyi könyvtárának kifosztásakor szerzett meg, majd fordított le oszmán-török nyelvre.

## Eredete
Vámbéry Ármin a fordítóról többek között ezt írta: „Micsoda latin mű szolgálhatott neki szövegül, az előttem ismeretlen. A fordítóról azt hinném, hogy születésére nézve magyar volt…”.
Többen úgy vélik, hogy a Tarih-i Üngürüsz volt az eredeti ősgeszta. Ács Pál másokra is támaszkodó elemzése szerint az osztrák származású Mahmud Terdzsümán és Somlyai Balázs (Murad) együtt eshetett török fogságba a mohácsi csatában. Isztambulban Somlyai Balázs Terdzsümán beosztottjaként dolgozhatott és így segíthetett Terdzsümánnak a latin nyelven írt krónika lefordításában.
A tudomány jelen állása szerint, azaz a legújabb kutatások és szövegkritikai módszerek fényében Tarih-i Üngürüsz Thuróczi János Magyarok krónikájának török fordítása. Sudár Balázs néhány fontosabb szövegkritikai észrevétele összefoglalva (a teljes előadás megtekinthető itt):
- A kézirat valójában létezik, és a 16. századi oszmán történetírás stílusában íródott; igényes szerkesztésű és formájú; „erős színvonalat képvisel a korabeli oszmán krónikairodalomban”; a szerző a korabeli elithez szólt, annak tagjaként.
- Az írásforma szép és egységes, habár a kézirat haladtával a stílus kevésbé lesz szép, előfordulnak benne javítások is; de maga a szöveg ép, csonkítatlan.[4]
- A krónikával kapcsolatban elhangoztak olyan megállapítások, hogy „ez egy egyszerű, primitív szöveg", valamint: „ez egy népi geszta, népi énekmondók alkotása” – e megállapítások tévesek, ez egy igazi oszmán udvari krónika.[5]
- „Egy vérbeli oszmán történész egy történeti adatot egy jó fordulat kedvéért gond nélkül feláldoz”. Az oszmán krónikák 'fordításai' a mai fogalmainkkal átdolgozást jelentenek. Ez magyarázza többek között a magyar szöveg (Thuróczi) és az oszmán változat jelentős eltéréseit. A török szöveg néhol bővebb, néhol csonkább, ahogy a stílus megkívánta.
- Mahmúd nem tudta a török nyelvet teljesen magáévá tenni, erre több furcsaság is utal a szövegben; kapcsolatait keresztény világgal megtartotta, többször járt követként Bécsben, Prágában; számtalan nyugati könyvet megrendelt és magával vitt Isztambulba; elképzelhető hogy történet a magyar őskrónika megtalálásáról írói fikció, egyszerűen megrendelhette a könyvet.
- Van néhány elem, mely erősen Thuróczi felé tolja a szerzőséget, pl. az orleans-i remete esete Attilával.
- Az oszmán krónika felhasználja Iustinus világkrónikáját: A Nagy Sándor-történet, Bécs alapítása, Velence alapítása, Marseilles története onnan vannak átemelve;
- "Bizonyos megszorításokkal,[6] a tartalmi elemek figyelembevételével 95%-os egyezés van a Thuróczi és a Tarih-i Üngürüsz szövege között." Ezt a nagyon különböző stílus nehezíti meg észrevenni.
- A tatárjárás leírása nincs meg Thuróczinál, ez Rogerius mester Siralmas énekének kivonatolt átdolgozása, Rogeriust viszont egy kötetben adtak ki a Thuróczi-szöveggel 1488-ban Brünnben; Mahmúd kezében tehát valószínűleg egy nyomtatott Thuróczi-kötet volt.
- A mű vagy egy oszmán politikai vita érvéül szolgálhatott, de az is lehetséges, hogy Mahmúd egy állásért cserébe fordította le.
- Mahmúd a latin nyelvvel hadilábon állt, magyar történelmi tudása bécsi lévén is hiányos volt[7]
- Amennyiben a végső szöveg egy tisztázat, tehát megelőzte egy arab nyelvű előszöveg Mahmúd részéről, akkor fölmerül az írnok szerepe, akinek valószínűleg fogalma sem volt a magyar történelemről, ez magyarázhatja a számos elírást.[8]
- Mindezek fényében szükségtelen a Tarihi Üngürüsz mögött egy ismeretlen magyar krónikát feltételezni.
- Az oszmán krónika mintegy 5%-a nem magyarázható sem Iustinusból, sem Thurócziból és Rogeriusból, ez lehet a belső fordítási hibák valamint az oszmán krónikaírói stílus következménye is, külső krónikák igénybevétele nélkül.
- A Tarih-i Üngürüsz a magyar őstörténeti kutatás szempontjából sajnos használhatatlan, de egy nagyon érdekes oszmán-magyar-osztrák művelődéstörténeti képződmény.

## Története
Tarih-i Üngürüsz története kalandos, fordulatokban bővelkedő. A török nyelvű fordítást Vámbéry Ármin hozta haza Magyarországra Isztambulból, és ajándékozta 1860-ban a Magyar Tudományos Akadémiának. Vámbéry 1860-ban a Magyar Akadémiai Értesítőben (I. köt. 4, sz. 360-362. o.) egy rövid ismertetést tett közzé: „Azt hinném, nehezen lehetne művében, hasonlítás útján is, az eredeti szövegre ráismerni. Az irály tiszta keleti. Mahmúd a török olvasóvilág ábrándos-regés olvasmánya iránt táplált hajlamának hódolt, ő Kliót nemigen kímélte, és számtalan mesével szőtte át a beszéd fonalát."
Budenz József 1861-ben a Magyar Akadémiai Értesítőben (II. köt. 3. sz. 1861, 261-292. o.) közölt részletes ismertetést a műről, melyhez mutatványokat is csatolt a kódex fordításából (293-316. o.). Végkövetkeztetése: a mű egy olyan magyar krónikát vett alapul, amely a mohácsi vészig követi a magyar történelmet, de ez nem az időben hozzá legközelebb álló Thuróczi-krónika.
Az MTA Keleti Gyűjteményéből 1971-ben Geönczeöl Gyula és Grandpierre K. Endre szerezte meg, és Blaskovics Józsefhez, a prágai Károly Egyetem turkológus professzorához juttatta lefordítás végett. Eközben már a 60-as évek eleje óta készült a szöveg kritikai fordítása, amiről Grandpierre-éknek tudomása volt. Az MTA levélben jelezte tudományetikai kétségeit a fordítás kiadásával kapcsolatban, ebből született a legenda, miszerint az MTA eltitkolta volna a krónikát, és akadályozta a munkát. Blaskovics az MTA keleti gyűjteményében 1975-ben közvetlenül is tanulmányozta a művet. A krónika kritikai kiadása Hazai György szerkesztésében jelent meg 1996-ban, amit 2009-ben egy dunaszerdahelyi másik követett.
Blaskovics a fordításhoz írt utószavában Budenzzel vitatkozva kijelentette: "Nehezen képzelhető el, hogy Mahmúd csak egy és éppen a legújabb (tehát legkevésbé értékes) könyvet választotta volna ki, amikor korlátlan lehetősége volt a régi értékes könyvek és kéziratok között válogatni. De ha csak egy könyv volt is az, nem volt-e az több, egy kötetbe kötött, különböző korú kéziratos mű, vagy több szakaszban folytatásokban megírt kódex? Vagy talán óvatosságból és szerénységből írta, hogy csak egy könyv került a kezébe? Ez az egy könyv tartalmazta volna Ü'ngürüsz történetét az ősmondáktól a mohácsi csatáig? Vagy a legújabb kort, az oszmán-törökök megjelenésétől a mohácsi csatáig maga írta volna meg saját tudása vagy más korabeli források alapján? Nagyobb a valószínűsége annak, hogy Mahmúd műve megírásához több forrást (kódexet) használt fel. Erre a következtetésre magának Mahmúdnak a szavai bátorítanak fel, mert ilyen kifejezésekkel támasztja alá elbeszélését: Az emberi történelem krónikásai és a világ eseményeinek elbeszélői úgy beszélik (143. o.), vagy: a világtörténelem krónikásai és Ádám fiai kalandjainak elbeszélői Ádám fiairól és az alsó világ történetéről a következőket adják elő (212., 235., 263. o.) stb."
Vámbéry kritikájára, miszerint a mű keleti mesévé vált Mahmúd tollán, Blaskovics a Tárih-i Ü'ngürüsz "mű" népi deszta jellegét hozta fel: "Ha figyelembe vesszük a Tárih-i Ü'ngürüsz egész koncepcióját, stílusát, szerkezeti felépítését és jellegzetességeit, azonnal feltűnik, hogy a török szépirodalmi művek egy műfajával mutat közeli rokonságot, mely a török irodalomtörténetben népi desztánok vagy népi regények (halk desztánlari) néven ismeretes."

## Eltérések más krónikákhoz képest
- Hunort és Magort Nemródtól és feleségétől Ankiszától származtatja: "A régi időkben a Madzsar törzs nemzetsége Nemród gyermekeitől származott. Nemródnak volt egy Ankisza nevű felesége, s ettől a feleségétől két fia született. Az egyiket Magornak, a másikat Hunornak hívták. Ők voltak Nemród első fiai, és állandóan atyjuk palotájában tartózkodtak."
- Jóval korábbra teszi a magyarok (hunok) jelenlétét a Kárpát-medencében. 
  - A nemzedékekkel Attila előtt Pannóniába költöző hun néprész azonos nyelvű népet talál:

"Amikor abba e tartományba érkeztek, látták, hogy csodálatosan bőséges folyamai vannak nagy számban, sok gyümölcse és bő termése van annak az országnak, és az ő nyelvükön [azaz Hunor népének a nyelvén) beszélnek [az ottani népek]. "Mikor kerül a kezünkbe ennél jobb ország?" – mondták [Hunorék]. Ennél az oknál fogva Hunor népe [békés] megegyezéssel annak az országnak a királyához ment, alattvalójává vált; és az ország különféle helyein letelepedett."
- - Egy Kattar nevű fővezér alatt a hunok újra bejönnek:

"Végül is a Tiszán átkelő Hunor népe egyesült Hunornak azzal a népével, amelyik Adzsem padisahjával erre a tájra költözött és itt telepedett le."
- A székelyek egyértelműen hunok, és Erdélyben élnek:

Attila halála után testvérháború tör ki a hun birodalom németjei által támogatott Aladorinusz és Kaba (Csaba) között, végül a Vincse Laos német vezér által támogatott Aladorinusz nyer
"Mivelhogy Kaba vereséget szenvedett és elmenekült, Pannonija tartománya a nimcse pártiaké lett. Vincse Laos megérkezése okozta Kaba vereségét, ezért őt találták méltónak a trónra, és a trónra ültették. De a trón és a korona Aladorinuszt illette volna, ezért őt [kárpótlásul] Erdel tartománya bánjává nevezték ki. Abban időben az ő népét Szikulinak hívták."
- Árpád Kabán (Csabán) keresztül Attila leszármazottja

A Görögországba menekülő Kaba (Csaba) visszaköltözik a hunok eredeti országába, Szidijja tartományába, leszármazottai ott élnek
"Kaba nemzetségéből abban a tartományban volt hét bégzáde, akiket abban az időben kapudánoknak neveztek. Ezeknek volt egy vezérük, aki Kabának egyenes leszármazottja volt, Árpádnak hívták."
- "Szvatopluk" nem szláv, hanem német, és nem Árpáddal, hanem Attilával volt kapcsolatban

"A krónikás énekek szerint abban az időben azonban meghalt a felesége, aki a Szivatapolu nevű nímcse bégnek volt a lánya."
"Atilusz király (lakodalmi gyülekezetében) jelen volt Kosztantinije fejedelmének lányától származó fia, Kaba, és bégnek, Szivatopulónak lányától származó Aladorinusz is"
- A magyarok kazár alattvalóként indulnak Pannóniába.

Kiköltözésük oka: a visszatérő Kaba népe megsokasodott és túl nagy szerepet kapott Szidijjában, ez pedig ellentétet szólt a nép között
"Azután Szidijja uralkodója dívánt tartott, s ez a dívánon Árpádot tették meg az összegyűlt hat kapudán és a vitéz hadsereg fővezérének. Azután Szidijja uralkodójától engedélyt kaptak, és egy nap boldog órájában, Atilusz király halála után háromszáz év elmúltával, Iszá (Jézus) őkegyességének hétszáznegyvenötödik esztendejében Szidijja padisahjától elbúcsúztak, s onnan a tatár kán országa felé csapatonként elindultak."
- Erdély hét vára Árpád műve

"[Ekkor] az erdeli vidékek ellen indult, azokat foglalta el. Ott hosszabb ideig megpihent. Közben Árpád fővezér ott egy várat építtetett, melynek Zibin nevet adta, s tökéletesen felszerelte. A többi hat kapudán is választott magának egy-egy vidéket, és kívánságuk szerinti helyen egy-egy várat építtettek, úgyhogy Erdel tartományában hét erőd készült el. Emiatt azt a vidéket Zibin Burugnak hívták, ami annyit jelent: "Hét vár."
De abban az időben Üngürüsz országának volt egy királya, akit [---]nak hívtak. Amikor Árpád szerdár és a többi kapudán Erdelt elfoglalták, ott hosszú ideig éltek és uralkodtak. Közben Üngürüsz tartományát alaposan szemmel tartották, minden állapotát és tulajdonságát kifürkészték.

## Kiadásai
- A magyarok története – Tarih-i Üngürüsz/Madzsar Tárihi, Szerkesztők: Matolcsy Ildikó, Prof. Dr. Blaskovics József, Sebestyén Lajos, Szalay Károly (lektor: Vass Előd), Magvető Könyvkiadó (Magyar Hírmondó sorozat), Budapest, 1982 (ISBN 963-271-719-8)
- Magyarország története. Tárih-i Üngürüsz vagyis Üngürüsz története (török kéziratból ford., jegyz., utószók: Blaskovics József; előszó, amerikai kiad. szerk. Geönczeöl Gyula), Cleveland, Classic Printing, 1988
- Mahmúd Terdzsüman: Magyarország története. Tárih-i Üngürüsz vagyis Üngürüsz története / Az 1740. évi Névtelen: Magyar történet. Macar Tárihi vagyis Madzsar Tárihi; ford. Blaskovics József, előszó Geönczeöl Gyula, tan. Gosztonyi Kálmán; Erdem, Léva, 1996 ISBN 80-967344-0-7
- Nagy Szülejmán udvari emberének magyar krónikája. A Tarih-i Ungurus és kritikája; ford., tan. Hazai György; Akadémiai, Bp., 1996, ISBN 9630574071
- Hazai György: Nagy Szülejmán udvari emberének krónikája. A Tarih-i Ungurus és kritikája. Dunaszerdahely, Lilium Aurum Kiadó, 2009, ISBN 978-80-8062-395-1